# Sidney Drell
Sidney David Drell (13 de septiembre de 1926 – 21 de diciembre de 2016) fue un físico teórico estadounidense  y experto en control de armas. 
En el momento de su muerte, era profesor emérito del Stanford Linear Accelerator Center (SLAC) y miembro principal de la Hoover Institution de la Universidad de Stanford. Drell fue un destacado colaborador en los campos de la electrodinámica cuántica y la física de partículas de alta energía. El proceso Drell-Yan, que se utilizó para descubrir el bosón de Higgs, lleva parcialmente su nombre. 

## Biografía
Nacido en Atlantic City, Nueva Jersey el 13 de septiembre de 1926,  Drell se graduó de Atlantic City High School en 1943, a la edad de dieciséis años.  
Drell ingresó a Princeton para el semestre de verano en julio de 1943, trabajó con Josef-Maria Jauch en su tercer año y completó su tesis de último año "Radiating Electrons" con John Archibald Wheeler.  Obtuvo su licenciatura en física en la Universidad de Princeton en 1946.  Obtuvo una maestría en física en 1947 y recibió su doctorado en la Universidad de Illinois en Urbana-Champaign en 1949. Fue coautor de los libros de texto Mecánica cuántica relativista y Campos cuánticos relativistas con James Bjorken. 
Drell participó activamente como asesor científico del gobierno de EE. UU. y fue miembro fundador del Grupo Asesor de Defensa JASON.  También formó parte de la junta directiva de Los Alamos National Security, la empresa que opera el Laboratorio Nacional de Los Alamos .  Era un experto en el campo del control de armas nucleares y cofundador del Centro para la Seguridad Internacional y el Control de Armas, ahora Centro para la Seguridad y la Cooperación Internacional. Fue miembro principal de la Institución Hoover de Stanford y administrador emérito del Instituto de Estudios Avanzados de Princeton, Nueva Jersey. 
Era el padre de Persis Drell, exdirector del laboratorio nacional de aceleradores SLAC, exdecano de la Escuela de Ingeniería de la Universidad de Stanford y (hasta el otoño de 2023) rector de la Universidad de Stanford; Joanna Drell, profesora de Historia y presidenta del Departamento de Historia de la Universidad de Richmond ;  y Daniel Drell, oficial de programas del Departamento de Energía de Estados Unidos. Sidney Drell murió en diciembre de 2016 en su casa de Palo Alto, California, a la edad de 90 años. 

## Premios y honores
- Miembro de la Academia Nacional de Ciencias (1969) [8]
- Miembro de la Academia Estadounidense de Artes y Ciencias (1971) [9]
- Miembro de la Sociedad Filosófica Estadounidense (1987) [10]
- El 11º Premio Anual Heinz en Políticas Públicas [11]
- Premio Enrico Fermi, 2000
- Medalla al Servicio Distinguido de Inteligencia Nacional, 2001
- Medalla Nacional de Ciencias, 2011 (entregada por el presidente Barack Obama el 1 de febrero de 2013)